# Zünderstellmaschine
Zünderstellmaschinen sind Vorrichtungen, mit denen Zeitzünder maschinell eingestellt werden.
Nach Einführung der Schnellfeuergeschütze glaubte man vielfach, die Tempierung der Zünder nicht mehr mit der Hand ausführen zu dürfen, da man annahm, dass die Schnelligkeit, mit der diese Arbeit wegen des starken Munitionsverbrauchs im Schnellfeuer erfolgen muss, die Genauigkeit und Gleichmäßigkeit der Einstellung beeinträchtigen würde.
Infolgedessen führten viele Artillerien, in erster Linie die französische, besondere Maschinen ein, die gewöhnlich an der Innenseite der herabklappbaren Tür des Munitionswagens befestigt waren, so dass der Bedienungsmann in der Feuerstellung durch die Panzerbleche des neben dem Geschütz stehenden Munitionswagens gedeckt war.
Die Zünderstellmaschinen waren zum Tempieren eines einzelnen und auch zum gleichzeitigen Tempieren von zwei und mehr Zündern eingerichtet. Ihr Konstruktionsprinzip war im Allgemeinen für alle Ausführungen unverändert. Außen befand sich eine Teilscheibe, die entsprechend der gewählten Entfernung oder Brennlänge eingestellt werden konnte. Die Einstellung übertrug sich auf den Mechanismus derart, dass bei eingeführter Patrone das Räderwerk nur bis zu dem Punkt in Drehung versetzt werden konnte, in dem die Tempierung des Zünders der Einstellung der Teilscheibe entsprach. Die Patronen wurden in beliebiger Stellung mit der Geschossspitze in entsprechende Lager der Maschine gesteckt, worauf die das Räderwerk in Bewegung setzende Kurbel gedreht wurde. Während der Drehung schnappt eine federnde Nase in eine Aussparung des zu drehenden Satzstückes, worauf sich das Satzstück bei stillstehender Patrone bis zur Vollendung der Tempierung an der Drehung des Räderwerks beteiligte. Die Schwierigkeit der Konstruktion lag im Räderwerk, dessen Spielräume eine unvermeidliche Fehlerquelle bildeten. Vollkommen übereinstimmende Tempierung sämtlicher Zünder erreichte man also auch mit der Zünderstellmaschine nicht, man musste vielmehr mit Abweichungen rechnen, nach einer Darstellung in Meyers Konversationslexikon von 1909 bis zu +25 m. Infolgedessen verzichteten einige Staaten auf die Einführung.